# 鄭瑛 (順治進士)
鄭瑛，山西洪洞縣人，清朝政治人物、進士出身。

## 生平
順治三年，登進士，授麻陽縣知縣。